# La Pasionaria, Mexiko
La Pasionaria är en ort i Mexiko.   Den ligger i kommunen Pluma Hidalgo och delstaten Oaxaca, i den sydöstra delen av landet, 500 km sydost om huvudstaden Mexico City. La Pasionaria ligger 1 479 meter över havet och antalet invånare är 334.
Terrängen runt La Pasionaria är kuperad söderut, men norrut är den bergig. La Pasionaria ligger uppe på en höjd. Runt La Pasionaria är det ganska tätbefolkat, med 75 invånare per kvadratkilometer. Närmaste större samhälle är Santa María Huatulco, 15,3 km sydost om La Pasionaria. I omgivningarna runt La Pasionaria växer huvudsakligen savannskog.